# Деании
Деании (лат. Deania) — род акул семейства короткошипых акул отряда катранообразных, в которое в настоящее время входят 7 видов. Это глубоководные рыбы, которые встречаются повсеместно в тропических и тёплых умеренных водах. Некоторые виды являются объектом коммерческого промысла. В целом их рацион состоит из рыб, осьминогов, кальмаров и креветок. Размножаются яйцеживорождением, самка вынашивает эмбрионы, заключённые в яичные капсулы внутри своего тела, пока они не вылупятся. Эмбрионы питаются исключительно желтком. Два спинных плавника оснащены рифлёными шипами. Нижние зубы крупнее верхних. Латеральные кили и прекаудальная выемка на хвостовом стебле отсутствуют. Самый крупный представитель семейства имеет 114 см. У акул рода деаний вытянутое рыло, длина которого составляет более половины длины головы и превышает расстояние от рта до основания грудных плавников, тело покрыто вилообразными плакоидными чешуйками, ноздри обрамлены короткими складками кожи. Окрас тёмно-серого или коричневого цвета.
Название семейства и происходит от слов греч. κεντρωτός — «утыканный шипами» и φορούν — «носить». Род назван в честь ихтиолога и исследователя Б.Дина.

## Виды
- - Deania calcea  (R. T. Lowe, 1839 — длиннорылая колючая акула
  - Deania hystricosa  (Garman, 1906) — колючая деания
  - Deania profundorum  (H. M. Smith & Radcliffe, 1912) — глубоководная деания, или южноафриканская колючая акула
  - Deania quadrispinosum  (McCulloch, 1915) — длиннорылая деания